# Johan Rosenstolpe
Johan Rosenstolpe (tidigare Retzius), född 1 januari 1668 i Vånga församling, Östergötlands län, död 28 juli 1758 i Stockholm, var en svensk jurist. 

## Biografi
Johan Rosenstolpe föddes 1668 på Vånga prästgård i Vånga församling. Han var son till kyrkoherden Benedictus Retzius och Margareta Wangelia. Rosenstolpe studerade vid Linköpings gymnasium och blev 30 september 1685 student vid Uppsala universitet. Han skrevs 1700 in vid Svea hovrätt och blev 1702 extra ordinarie notarie, aktuarie 1706, sekreterare 1715 och slutligen assessor 26 juni 1716 vid hovrätten. Den 1 september 1718 blev han lagman i Härjedalens läns lagsaga och adlades 25 juni 1719 med namnet Rosenstolpe (han hette förut Retzius), och samma år ånyo assessor vid hovrätten. Rosenstolpe introducerades 1720 i Sveriges Riddarhus som nummer 1622. Han var 1724 ledamot i lagkommissionen och blev 3 juni samma år hovrättsråd i Svea hovrätt. Den 30 juni 1743 blev han vice president i hovrätten. Rosenstolpe avled 1758 i Stockholm och begravdes 30 juli samma år i Storkyrkan.
Rosenstolpe intar ett aktat rum i Sveriges laghistoria som en verksam medlem (sedan 1724) av den stora lagkommissionen.